# جمال ترست بنك
جمّال ترست بنك (Jammal Trust Bank )، من المصارف اللبنانية، تاسس في العام 1963، واشترى أسهمه علي الجمّال في العام 1971، وهو اليوم يمتلك 25 فرعا في لبنان .
تم دمج البنك داخل بنك بيريوس مصر اليوناني

## العقوبات الأمريكية 2019
في 29 أغسطس 2019، بعد رفض حزب الله التغاضي عن الرد على قتل إسرائيل لمقاتلَين تابعين له بسوريا وغارتي مسيرات، أمريكا تفرض عقوبات على جمال ترست بنك ورجال أعمال عمانيين.